# Vitrac (Dordogne)
Vitrac település Franciaországban, Dordogne megyében. Lakosainak száma 857 fő (2022. január 1.). Vitrac Sarlat-la-Canéda, La Roque-Gageac, Vézac, Domme és Carsac-Aillac községekkel határos.

## Népesség
A település népessége az elmúlt években az alábbi módon változott:
| Lakosok száma | 550  | 631  | 743  | 831  | 857  | 807  | 800  | 817  | 826  | 857  |
|               | 1968 | 1982 | 1990 | 2006 | 2013 | 2015 | 2017 | 2019 | 2020 | 2022 |